# مارکا (مالاوی)
مارکا (به لاتین: Marka) یک منطقهٔ مسکونی در مالاوی است که در بخش نسانجه واقع شده‌است.